# Sedum forsterianum
Espèce
Sedum forsterianum est une espèce de plantes succulentes de la famille des Crassulacées.

## Habitats
Rochers siliceux, pelouse sur sols siliceux secs.